# داگ پدن
داگ پدن (انگلیسی: Doug Peden; ۱۸ آوریل ۱۹۱۶ – ۱۱ آوریل ۲۰۰۵) بازیکن بسکتبال، دوچرخه‌سوار، بازیکن بیسبال، و ورزشکار اهل کانادا بود.